# Tribun (Naumburg)

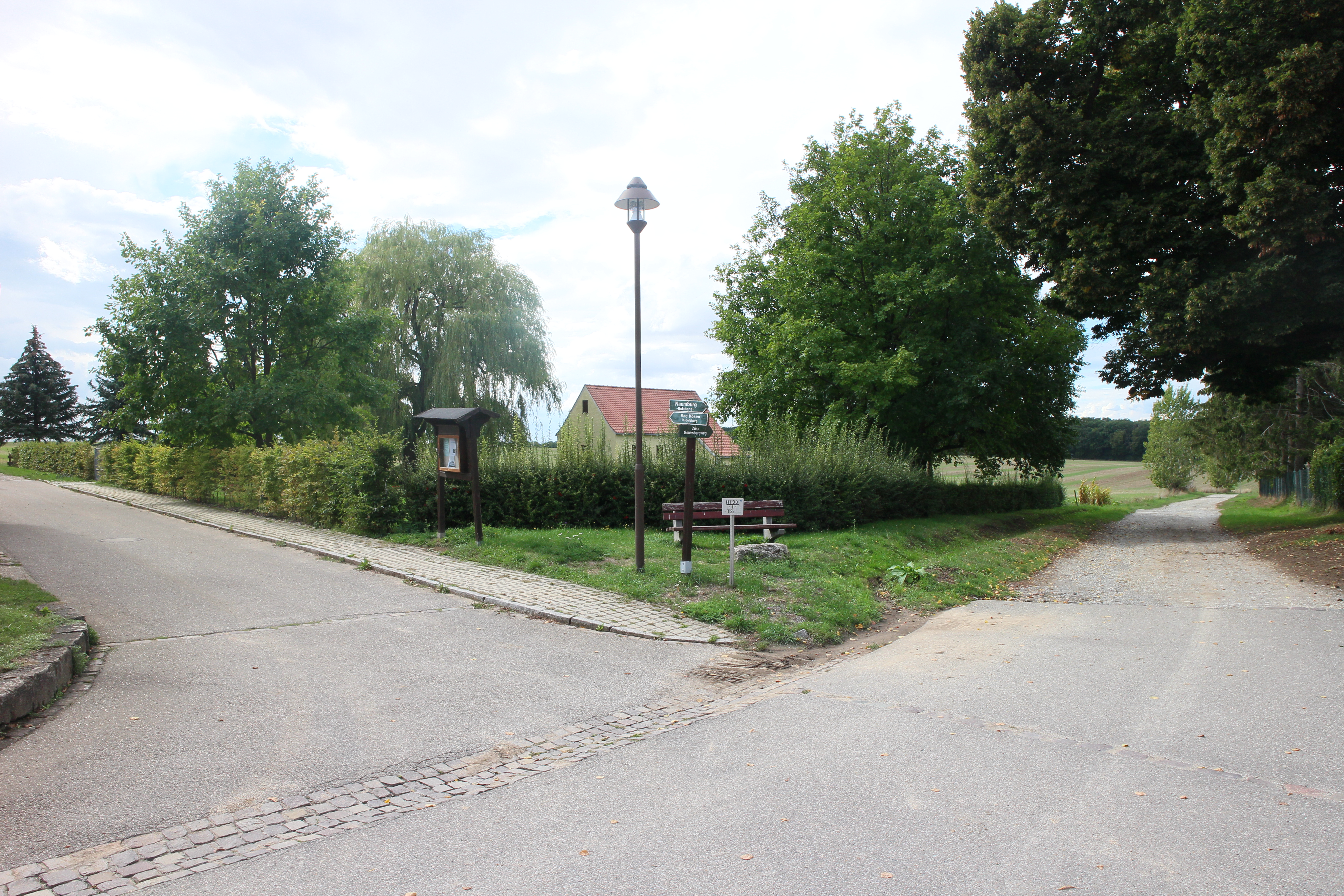
Flemmingen ist mit den Jahren über das alte Tribung gewachsen

Tribun ist eine Wüstung südlich von Naumburg (Saale) im südlichen Sachsen-Anhalt, Deutschland. Die Besitzung des Klosters Pforta ist benannt nach dem alten Wort terben für roden. Tribun grenzte unmittelbar südlich an das heutige (Alt-)Flemmingen an.

## Geschichte
Mit der Kaiserschenkung im Jahre 1030 kam Tribun an das Bistum Naumburg und wurde von dort aus an die Klöster der Umgebung sowie an Edelleute wie die Herren zu Boblas verlehnt. Die Dorfflur von Tribun war für damalige Verhältnisse sehr umfangreich, worauf relativ starke Erträge des Dorfes von ca. 18 Schock pro Jahr hinweisen.
Tribun war eine slawische Gründung und verglichen mit dem benachbarten Flemmingen das ältere der beiden. Flemmingen wurde von Bischof Udo von Naumburg zwischen 1124 und 1147 als neue Holländer-Kolonie bezeichnet. Ursprünglich gab es eine Freifläche von mehreren hundert Metern zwischen den beiden Dörfern, die jedoch durch das Wachstum Flemmingens vollständig aufgefüllt wurde.
Anfang des 13. Jahrhunderts erwarb das Kloster Pforta das Dorf Tribun gegen eine für damalige Verhältnisse gewaltige Tauschmasse von 700 Mark und 299 Zuder Wein. Die 700 Mark entsprachen nicht 700 DM, sondern einer älteren Währung mit einem Vielfachen an Wert. Normalerweise wechselten zwischen den Landesherren ganze Dörfer für einstellige Marktpreise den Besitzer. Diese hohe Tauschsumme kam insbesondere durch die ständige Gefahr von Überfällen der vorbesitzenden Raubritter zu Stande. Das Kloster hoffte dadurch, Ruhe in seine Ländereien zu bekommen.
Da die Erträge des Dorfes Tribun für das Kloster Pforta nicht zufriedenstellend waren, löste das Kloster das Dorf und die Meierei zu Tribun im 13. Jahrhundert auf und siedelte die Einwohner aus. Bis zum Jahre 1250 standen die verlassenen Gebäude noch. In der Folgezeit wurden diese durch die Einwohner Flemmingens abgebrochen. In den folgenden Jahrhunderten wuchs das benachbarte Flemmingen über die alte Dorflage von Tribun.
Die genaue Lage von Tribun lässt sich noch auf Messtischblättern aus dem Jahre 1744 nachweisen.